# 私の愛するテーマ
『私の愛するテーマ』（原題：Mon cher sujet）は、1988年（昭和63年）製作・公開、アンヌ＝マリー・ミエヴィル監督によるフランス・スイス合作の長篇劇映画である。

## 略歴・概要
フランス・ヌーヴェルヴァーグの映画作家ジャン＝リュック・ゴダールの公私にわたるパートナーとして、1975年（昭和50年）製作のゴダール監督の『パート2』の脚本執筆、主役としての出演以降、共同監督作をつぎつぎに発表、ソニマージュ（当時はJLGフィルム、現在のペリフェリア）代表としてゴダールのハウスプロダクションを経営するアンヌ＝マリー・ミエヴィルによる、単独監督としての長編劇映画デビュー作が本作なのである。
1988年（昭和63年）5月18日、第41回カンヌ国際映画祭に出品・上映され、「若い映画賞」を受賞する。同年9月10日には、カナダのトロント国際映画祭でも上映された。
日本では、シネマドゥシネマが配給し、1990年（平成2年）3月31日に公開された。日本公開当時のキャッチコピーは「サガンのように、デュラスのようにも。」というもので、フランスを代表する女性の文学者であるフランソワーズ・サガン、マルグリット・デュラスの名を全面にコピーに織り込んだものであった。DVDは日本では未発売である。
本作のタイトル「MON CHER SUJET」というフレーズは、ゴダールがその後、『演出家たちの日記 - ゴダール篇』（2008年）ほか、数度字幕に引用している。

## スタッフ・作品データ
- 監督・脚本・編集 : アンヌ＝マリー・ミエヴィル
- 撮影監督 : ジャン＝ポール・ロザ・ダ・コスタ、ジャン＝ベルナール・ムヌー、マルタン・グレスマン、ダニエル・バロー
- 録音 : ピエール・カミュ、ラウール・フリュオフ
- 美術・装飾 : ファニー・ガリアルディーニ、イヴァン・ニクラス
- 音楽 : レオ・フェレ
- 使用音楽 : グスタフ・マーラー、フランツ・シューベルト、ヴォルフガング・アマデウス・モーツァルト、クリストフ・ヴィリバルト・グルック、ガブリエル・フォーレ
- プロデューサー : ルート・ヴァルトブルゲール
- 製作 : JLGフィルム、フランス国立映画センター（CNC）、ラ・サンク、レ・フィルム・デュ・ジュディ、ラジオ・テレヴィジオン・スイス・ロマンド、ザナドゥ・フィルム、スイス連邦内務省（DFI）
- 形式 : カラー - 35ミリフィルム - ビスタサイズ - ステレオ録音
- ジャンル : ドラマ映画

## キャスト
- ガエル・ル・ロワ - アンジェール
- アニー・ロマン - アニエス
- エレーヌ・ルーセル - オディル
- イヴ・ネフ - カルロ
- ベルナール・ヴォランジェ - フランソワ
- ハンス・ツィシュラー - ハンス
- マルク・ダルノー - オーギュスト
- ダヴィド・キュイニエ - 生後6か月の幼児のルイ
- ミシェル・ギュムネール - 5歳のときのルイ
- アンヌ・ミシェル - ヴァリエテ歌手
- ジョナタン・ケール - 作曲家
- ミシェル・フェレール - 教授
- カトリーヌ・クルノー - ピアニスト
- ピエール＝アンドレ・サンド - 商店主
- クリスチャン・ミュジテリ - 超音波検査医
- ロランス・ロシェ - アニエスの友人
- ヴィオレーヌ・バレー - 田舎の女
- ロラン・サシ - 主任司祭
- ナタリー・ペルレー - 社会扶助員
- ロラン・アムステュツ - 田舎の男

## ストーリー
20歳のアンジェール（ガエル・ル・ロワ）、40歳のその母アニエス（アニー・ロマン）、60歳の祖母オディール（エレーヌ・ルーセル）は、それぞれがそれぞれの人生を生きている。
サキソフォン奏者カルロ（イヴ・ネフ）とすでに結婚しているアンジェールは、オペラ歌手を目指している。暮らしは楽ではなく、不安も多く、自信もない。アンジェールは妊娠し、堕胎する。
離婚後、翻訳家としてひとりで生計を立てているアニエスには、フランソワ（ベルナール・ヴォランジェ）とハンス（ハンス・ジッヒラー）という2人の恋人がいる。アンジェールは母の自由をうらやむ。
夫のオーギュスト（マルク・ダルノー）が亡くなり、オディールもひとりで生きている。やがてアンジェールが出産する。4代目の子の誕生である。

## 関連事項
- 1990年の日本公開映画#3月公開作品

## 註
1. ↑  allcinema ONLINEサイト内の「私の愛するテーマ」の項の記述を参照。